# Pinkerton National Detective Agency

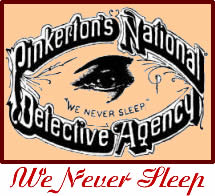
Het voormalige logo van het detectivebureau

Het Pinkerton National Detective Agency is een particulier detectivebureau dat voortkwam uit de "North-Western Police Agency" en werd in 1855 opgericht door Allan Pinkerton. Het bedrijf was zeer succesvol en verrichtte zijn diensten voornamelijk in het segment van transport en de grotere ondernemingen, zoals private spoorwegen (Union Pacific) en het staalbedrijf Carnegie uit Homestead (Pennsylvania). Het bedrijf onderzocht onder meer de diverse treinovervallen en maakte jacht op de daders daarvan, zoals Butch Cassidy, Jesse James en de Daltonbende. Detectives van Pinkerton gingen daarbij zeer ver en staken zelfs de grenzen over. Detectives van Pinkerton verdienden hun brood doordat zij de premies opstreken die de belanghebbenden op de arrestatie (of dood) van voortvluchtigen hadden gezet. Door middel van deze premiebetaling kregen de detectives hun 'salaris' betaald. Bekende detectives van Pinkerton waren onder meer James McParland, die drie jaar lang en als eerste detective infiltreerde in de bende van de Molly MacGuires, en Kate Warnes, die als eerste vrouwelijke detective werkzaam was. Allan Pinkerton zorgde voor vernieuwende zaken die zeer vooruitstrevend waren, zoals een gedragscode voor het personeel, een verbod om politieke partijen zichtbaar te steunen en hij verbood zijn detectives giften of cadeaus aan te nemen. Bovendien zorgde het bedrijf ervoor dat zijn detectives naast hun badge een legitimatiebewijs bij zich voerden en vergrootte daarmee de herkenning en betrouwbaarheid van deze beroepsgroep. Pinkerton zorgde verder voor vergroting van bewijsvoering door systemen op het gebied van case management op te zetten en te beheren. Het bedrijf bestaat nog steeds en is nu een onderdeel van Securitas AB.

## Opsporingsaffiches
Hoewel het middel van opsporingsaffiches thans heel gewoon is, was het Pinkerton's National Detective Agency dat hiermee begon. Hierdoor verkregen de detectives veel informatie en deze leidde dan ook vaak tot de arrestatie (of de dood) van de gezochte crimineel.

## Reputatie

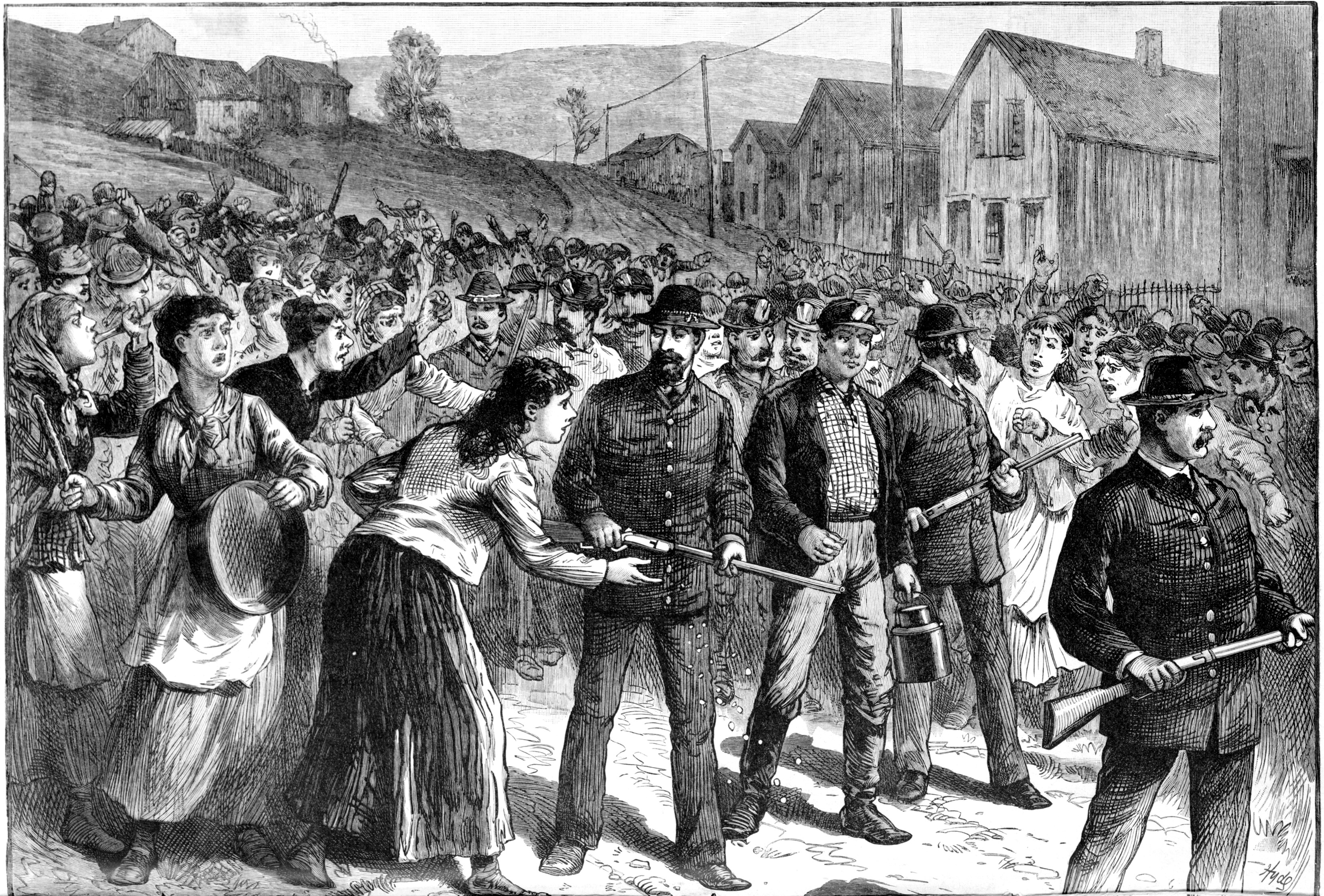
Pinkerton-beveiligers escorteren stakingsbrekers in Buchtel, Ohio

Dat de detectives hierbij niet altijd zachtzinnig te werk gingen, blijkt onder meer uit de aanhouding van Bill Power, Grattan Dalton, Dick Broadwell en Bob Dalton van de beruchte Daltonbende. Hun verblijfplaats werd de detectives bekend nadat ze van de moeder van de Daltons de armen hadden gebroken. Het vuurgevecht wat hierop volgde leidde tot de dood van de vier bendeleden. Van hun lijken werden foto's gemaakt, zodat het publiek hiervan kennis kon nemen. De status van dergelijke bendes in die tijd werd door de gebrekkige communicatie en media verheerlijkt en dus was het noodzakelijk dat men liet weten dat zij waren aangehouden of gedood.
Ook niet zachtzinnig ging men bijvoorbeeld te werk bij het neerslaan van stakingen. Bij de zogeheten Homestead Strike (waar werknemers van een fabriek van de Carnegie Steel Company staakten) werden driehonderd gewapende Pinkerton-agenten ingezet om de blokkade van de fabriek (die door Pinkerton geronselde stakingsbrekers tegenhield) te breken. Het kwam tot een massaal vuurgevecht waarbij verschillende beveiligers en vakbondsleden omkwamen. Dit was voor de anarchist Alexander Berkman aanleiding voor een (mislukte) moordaanslag op Henry Clay Frick, operationeel directeur van Carnegie Steel.

## Bedrijfslogo
Het logo van Pinkerton's National Detective Agency bestond uit een groot zwart oog, voorzien van de tekst "We Never Sleep" (Wij slapen nooit). Het werd synoniem voor de term 'private eye' als men een privérechercheur of -detective bedoelt. Het logo was daarmee een zeer groot commercieel succes.

## Pinkerton Government Services
De organisatie van Pinkerton bestaat nog steeds en is een van de grootste particuliere beveiligingsbedrijven in de wereld. Zij verrichten tegenwoordig hun diensten op terreinen als particuliere beveiliging, recherche, brandweerdiensten, ambulancediensten en risicomanagement.